# Христо Ботев (стадион, Враца)
Вижте пояснителната страница за други значения на Стадион „Христо Ботев“.
„Христо Ботев“ е многофункционален стадион във Враца.
Използва се главно за футболни мачове и състезания. Принадлежи на община Враца и на него играе „Ботев“. Построен е през 1948 г. като в края на 80-те години на 20 век има капацитет от 25 000 души. 
Стадионът е официално открит на 12 септември 1957 г. с международен мач, в който на „Ботев“ гостува румънския „Локомотив“ (Крайова). Домакините побеждават с 2:0 

## Реконструкции
След редица подобрения в последните години стадиона разполага с електрическо осветление, електронно табло, всички трибуни са вече с изцяло нов бетон, като са поставени общо 8 935 нови седалки с облегалки. 

### Етапи
През 2008 г. е ремонтиран сектор „А“ на стойност 150 000 евро. Поставени са 2 255 седалки, разпределени в 3 блока. 
През юни 2009 г. е одобрен нов план за реконструкция на стойност 120 000 евро, според който на сектор „В“ са поставени още 2 220 седалки. 
През 2015 г. се извършва ремонт на сградата и терена, плюс ремонт на още два блока с поставяне на 1 962 седалки 
През 2018 г. е изградено електрическо осветление
През 2021 г. са ремонтирани и последните три блока останали със стар бетон. Поставено е и електронно табло
През 2022 г. в сектор „Б“ са поставени още 2 518 седалки